# Geomantiek

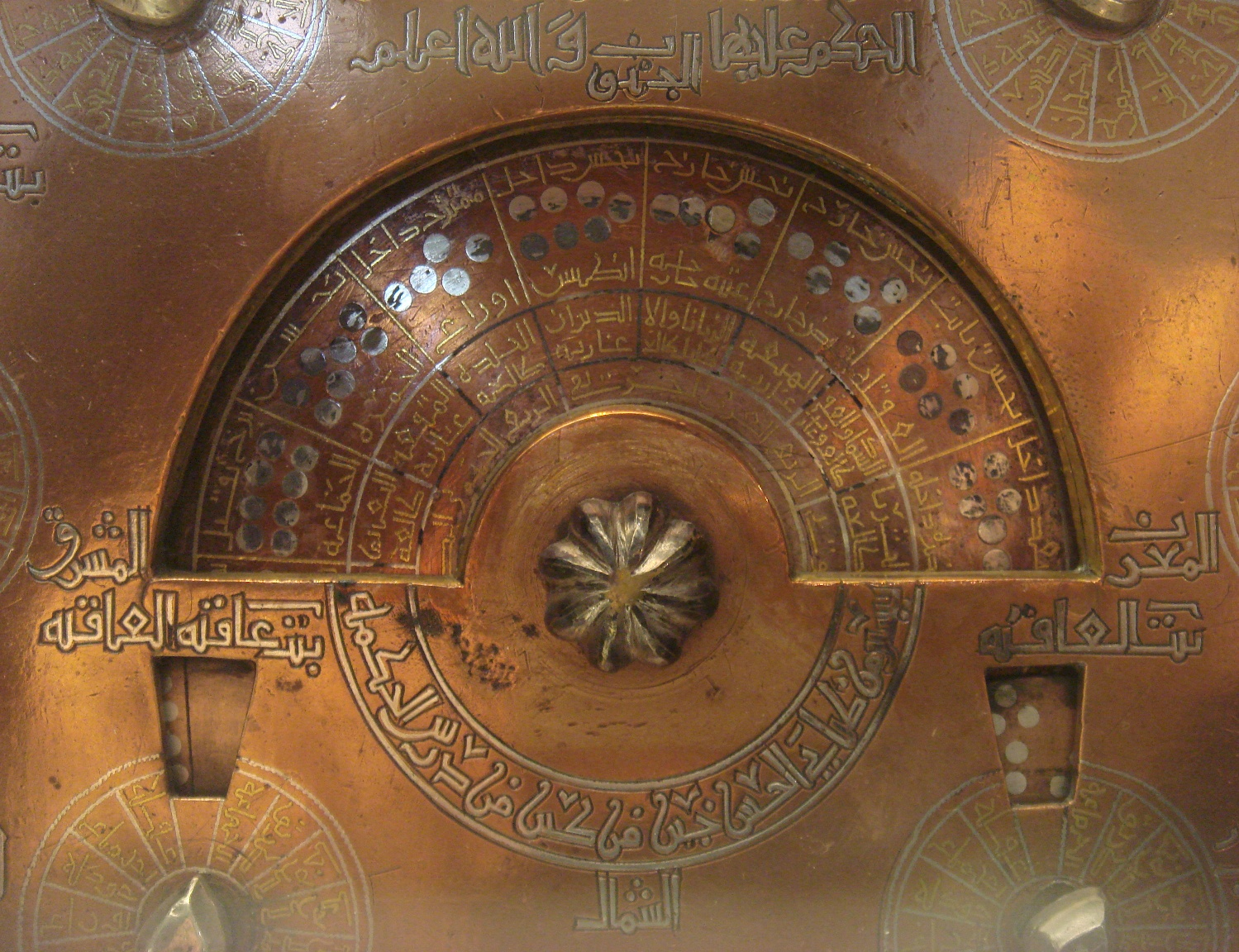
Geomantisch instrument, ca. 1241

Geomantiek of geomantie (van het Oudgrieks gē (γῆ) = 'aarde', manteia (μαντεία) = 'het voorspellen', zie ook mantike), is traditioneel verbonden met een voorspelmethode waarbij markeringen, die iemand in het zand maakt, geïnterpreteerd worden. In dit systeem van waarzeggerij worden soms ook steentjes, zandkorrels of zaden op de aarde verstrooid, waarna hun vorm en positie wordt geïnterpreteerd. Een meer recente, esoterische opvatting beschrijft geomantiek als een streven naar kennis over de verbinding van de mens met deze aarde, de omgeving, de kosmos en zichzelf. Een algemeen geldige definitie van het begrip geven is dus problematisch, omdat sommige westerse esoterici sinds eind 19e eeuw geomantiek niet meer als orakelmethode opvatten zoals oorspronkelijk in Afrika, Azië en middeleeuws Europa het geval was.
De klassieke geomantiek is in Europa vrijwel verdwenen. Sinds de tweede helft van de 20e eeuw wordt de term voornamelijk gebruikt voor een breed spectrum aan occulte en pseudowetenschappelijke activiteiten, waaronder onderzoek naar de "geheimen" van de aarde, leylijnen, wichelroede-gebruik, feng shui en bouwbiologie.

## Overzicht
In Afrika bestaat de traditionele vorm van geomantiek erin om via het werpen van een handvol aarde patronen te interpreteren van het neergevallen zand. Varianten hierop zijn het gedrag van een insect of muis gadeslaan als vertegenwoordiger van de wereld van de aardgeest. Ifà, een van de oudste vormen van geomantiek, ontstond in West-Afrika.
In China brengt de waarzegger zich in een trance en begint dan willekeurige strepen te trekken op de grond, die dan geïnterpreteerd worden door een helper - vaak een jongeman.
In Korea werd deze praktijk gepopulariseerd door de boeddhistische monnik Toson. In Korea bestaat bestaat de kunst van de geomantiek erin om de topografie van een landschap te interpreteren om daaruit toekomstige gebeurtenissen te kunnen voorspellen. Deze beoefenaar van geomantiek werd ook geraadpleegd in geval van een verhuis of andere relocatie.

## Westerse middeleeuwse geomantiek
Karen Hamaker-Zondag is een autoriteit op gebied van het oude Europese orakel en schreef er ook het boek "Oude Europese Voorspelkunst" over. Ze onderzocht vele vormen van voorspelkunst en werd getroffen door de eenvoud van het systeem van de geomantiek, dat sinds de middeleeuwen in Europa wat in onbruik was geraakt. Zij omschreef (middeleeuwse) geomantiek als 
(citaat) "...een voorspelsysteem dat in heel Europa werd gehanteerd en zelfs nauwe verwantschap vertoonde met voorspelsystemen in Arabië, Voor-Azië, West-Afrika en China."
Over de methode van de geomantie(k) zegt ze het volgende:
(citaat) "De geomantie gebruikt de aarde, letterlijk het zand of de grond, als hulpmiddel bij het voorspellen. Het enige dat verder nodig is, is een stokje om putjes in het zand te prikken."
Dat 'putjes prikken in het zand kun je natuurlijk ook doen met potlood en papier. Je zet daarbij zonder bewust te tellen een aantal stippen op een rij, en maakt zo vier rijen. Elke rij bestaat uit een even of oneven aantal puntjes (of putjes) en dat noteer je op deze manier:
O O voor even
O voor oneven
Dit herhaal je tot je vier rijen hebt. Als je klaar bent, heb je een figuur gevormd, die een antwoord op je vraag oplevert volgens de regels van de geomantiek.
voorbeeld:
O O
O O
  O
  O
levert de figuur "Fortuna Major" op, wat groot geluk, veel succes betekent in wat je onderneemt.
De benaming van de verschillende figuren is:
| O Via (Weg)                 | O Populus (Mensen)  | O Caput Draconis (Drakenkop) | O Cauda Draconis (Drakenstaart) |
| O Puella (Meisje)           | O Puer (Jongen)     | O Fortuna Major (Veel geluk) | O Fortuna Minor (Weinig geluk)  |
| O Acquisitio (Winst)        | O Amissio (Verlies) | O Tristitia (Verdriet)       | O Laetitia (Vreugde)            |
| O Conjunctio (Samenvoeging) | O Carcer ( Kerker)  | O Rubeus (Rood)              | O Albus (Wit)                   |

## Westerse esoterische interpretatie
Er was sprake van een heropleving van geomantiek vanaf de late negentiende eeuw, onder impuls van de occulte verenigingen in Engeland en de Verenigde Staten. Geomantiek was in de 19e eeuw een verplicht studieonderdeel bij de Hermetic Order of the Golden Dawn en maakt ook tegenwoordig deel uit van hedendaagse occulte praktijken.
In de 19e eeuw vertaalden christelijke missionarissen ook Feng Shui als geomantiek, maar dat was niet correct. Na de introductie in westerse landen gingen veel westerlingen Feng Shui beschouwen als een vorm van geomantiek die enkel tot doel had de juiste plaats van meubels of boeddhistische amuletten in een huis vast te stellen, een praktijk die de echte Feng Shui meesters in Azië zeker zouden afgekeurd hebben.
De nadruk van de hedendaagse westerse geomantiek ligt niet zozeer op de voorspelmethode, maar eerder op een (onwetenschappelijke) esoterische leer die de relatie tussen aardse energieën en de invloed ervan op de mens centraal stelt. Hierbij wordt een ruime opvatting gehanteerd van wat geomantiek is: begrippen als leylijnen en feng shui, die in de traditionele geomantiek niet voorkomen, maken hier deel uit van de esoterische leer. De westerse esoterische geomantiek stelt bijvoorbeeld vragen over de magie van een plaats zoals:
- Waarom gelden sommige plaatsen als heilige plaats?
- Waarom worden er op dezelfde plaats duizenden jaren lang goden vereerd en bedevaarten ernaartoe ondernomen?
- Zijn er wateraders, zijn er aardstralen enz.?
- Zijn er grote landschapsstructuren, liggen er bijvoorbeeld opvallende stenen, zijn er bijzondere lijnen?
- In hoeverre moeten bouwers hun bouwwerken aan de gegevenheden van de plaats aanpassen?
- Welke wezens (bewustzijnsvormen) zijn er op een plaats aanwezig, wat hebben zij voor karakter, wat is hun opgave en ervaring?
- Hoe kunnen emotionele blokkades in het landschap opgelost worden?

Als geomantisch interessante plaatsen worden bijvoorbeeld genoemd:
- de Grote Piramide van Gizeh
- Stonehenge
- de Externsteine
- de alignments (steenrijen) in de Carnac
- de Grote witte piramide in China
- vele oude kerken en kathedralen

### Hedendaagse literatuur
- K.E. Maltwood, A guide to Glastonbury's Temple of the stars , 1964
- Karen Hamaker, Oude Europese voorspelkunst, , 1981
- Nigel Pennick, The ancient science of Geomancy : Man in harmony with the earth, 1987
- H. Knoblauch, Die Welt der Wünschelrutengänger und Pendler - Erkundung einer verborgenen Wirklichkeit Campus Verlag, Frankfurt/Main, New York, 1991.
- Wigholt Vleer & Dick van den Dool, Langs mysterieuze plaatsen in Zuidwest-Engeland, Ankh-Hermes, Deventer, 1994
- Jens Martin Möller, Mythos einer Sonnenstadt - Spuren deutscher Geschichte, , Dingfelder Verlag, 1995
- Marko Pogacnik, Schule der Geomantie, Droemner Knaur
- Marko Pogacnik, Wege der Erdheilung, Droemer Knaur, 2001